# داستان فصل‌ها: شهرهای سه‌گانه
داستان فصل‌ها: سه‌گانه از شهرها (به انگلیسی: Story of Sesons: Trio of Towns) که در ژاپن به نام Bokujō Monogatari: Mittsu no Sato no Taisetsuna Tomodachi (牧場物語 ۳つの里の大切な友だち ترجمه. داستان مزرعه: دوستان خوب سه روستا) شناخته می‌شود، یک بازی ویدئویی نقش‌آفرینی شبیه‌سازی کشاورزی است که مارولوس برای نینتندو ۳دی‌اس منتشر کرده‌است. این بازی در ژوئن سال ۲۰۱۶ در ژاپن، فوریه ۲۰۱۷ در آمریکای شمالی، و در اکتبر ۲۰۱۷ در اروپا و استرالیا منتشر شد. در این نسخه از بازی علاوه بر کشاورزی معمولی که بازیکن در اختیار دارد، بازیکن می‌تواند به از سه شهر است که هر کدام فرهنگ و سبک زندگی متفاوتی دارند، هم بازدید کند.
مانند نسخهٔ قبلی، سه‌گانهٔ شهرها هم با سوپر ماریو همکاری دارد. اگر چه در این بازی، به جای محصولات زراعی، شکل لباس‌ها متأثر از سوپر ماریو است.

## انتشار
افرادی که این بازی را پیش‌خرید کرده‌بودند، یک «عروسک پرشدهٔ جیبی» از یک برگچه‌خوار دریافت کردند. این عروسک پرشده ۳٫۵ اینچ ارتفاع داشت.

## بازخوردها
آی‌جی‌ان این بازی را ۷٫۷ یا «خوب» ارزیابی کرد. این نقد این بازی را یک شبیه‌ساز کشاورزی جالب با «رویکرد فشار کم و گرافیک‌های سه‌بعدی زرق و برق دار» توصیف کرد.